# Pingstkyrkan, Uppsala

Uppsala Pingst är en frikyrka i centrala Uppsala, ansluten till Pingst FFS. Församlingen grundades 21 september 1916.

## Historia
Sedan 21 september 1916 samlades en grupp människor för att ordna en fri församling. Gruppen träffades på Svartbäcksgatan 7, Celsiushuset, i en sal på tredje våningen, som sedermera kom att utgöra församlingens hem under en lång följd av år, dessa bildade sedan Filadelfiaförsamlingen i Uppsala. Församlingen anslöt sig därför till Pingströrelsen.
Redan före församlingsbildandet existerade en fristående bönegrupp som sedan 1914 reste till Filadelfiaförsamlingen, Stockholm för undervisning med mera. Gruppens första offentliga möte i Uppsala hölls sommaren 1915 vid Gamla Slottskällan där Lewi Petrus predikade.

### Lokaler
Efter ett antal försök till inköp av en biograflokal som gudstjänstlokal erbjöds tomten på S:t Persgatan 9. I oktober 1931 var lokalerna klara för inflyttning. När svåra sprickor bildades i lokalerna blev följden 1945 att kyrkan stängdes efter det sista mötet den 22 augusti 1965 och därefter revs ner. Den 1 mars 1967 invigdes församlingen nuvarande kyrka, som renoverades på 2010-talet. 
Idag har församlingen ca 1 300 medlemmar.

### Föreståndare
- 1916-1919: Wicktor Wallin
- 1919-1920: Johan E Eriksson
- 1920-1922: JT Segerlund
- 1922-1936: Johannes Hydéhn
- 1937-1950: Birger Zettersten
- 1950-1969: Sven Jonasson
- 1969-1991: Gunnar Ohlovsson
- 1991-2000: Kenth Cramnell
- 2000- Dan Salomonsson

## Orgel
Den nuvarande mekaniska orgel byggdes 1967 av Grönlunds Orgelbyggeri, Gammelstad. Tidigare fanns en orgel med 6 stämmor i kyrkan.
| Huvudverk I   | Bröstverk II  | Pedal            | Koppel |
| Rörflöjt 8'   | Gedackt 8'    | Subbas 16'       | I/P    |
| Principal 4'  | Rörflöjt 4'   | Gedacktpommer 8' | II/P   |
| Spetsflöjt 4' | Principal 2'  | Oktava 4'        | II/I   |
| Waldflöjt 2'  | Cymbel 2 chor |                  |        |
| Mixtur 3 chor | Krumhorn 8'   |                  |        |
|               | Tremulant     |                  |        |